# Chroicoptera vidua
Chroicoptera vidua es una especie de mantis de la familia Mantidae.

## Distribución geográfica
Se encuentra en Natal, Transvaal (Sudáfrica) y Namibia.